# Karen O’Connor
Karen O’Connor, z domu Lende (ur. 14 lutego 1958 w The Plains) – amerykańska zawodniczka jeździectwa sportowego. Dwukrotna medalistka olimpijska.
Startuje w konkurencji WKKW. Oba medale olimpijskie zdobyła w drużynie - srebro w Atlancie oraz brąz w Sydney. W skład ekipy na obie imprezy wchodził także jej mąż – David. Wcześniej startowała w Seulu, w wieku 50 lat znalazła się w składzie reprezentacji USA na igrzyska w Pekinie.

## Starty olimpijskie (medale)
Atlanta 1996
- konkurs drużynowy (na koniu Biko) –  srebro

Sydney 2000
- konkurs drużynowy (Prince Panache) –  brąz